# 萬奧維奇
49°29′21″N 23°6′51″E / 49.48917°N 23.11417°E
萬奧維奇（烏克蘭語：Ваньовичі），是烏克蘭西部的村莊，隸屬利維夫州的桑比爾區。該村始建於1390年，面積7.56平方公里，2001年人口996，人口密度每平方公里131.71人。